# Roman Daniłow
Roman Giennadjewicz Daniłow (ros. Роман Геннадьевич Данилов; ur. 4 stycznia 1985 w Baku) – rosyjski siatkarz grający na pozycji atakującego, reprezentant Rosji.

## Sukcesy klubowe
Puchar Rosji:
- 2003, 2005, 2010

Liga Mistrzów:
- 2003, 2004
- 2005, 2006[2]

Mistrzostwo Rosji:
- 2003, 2004, 2005[3]
- 2006
- 2012, 2016

Puchar CEV:
- 2018

Mistrzostwo Kataru:
- 2021

Puchar Kataru:
- 2021

## Sukcesy reprezentacyjne
Mistrzostwa Europy Kadetów:
- 2003

Mistrzostwa Europy Juniorów:
- 2004

Mistrzostwa Świata Juniorów:
- 2005

Liga Światowa:
- 2007[4]

Letnia Uniwersjada:
- 2009

## Nagrody indywidualne
- 2003: Najlepszy zagrywający Mistrzostw Europy Kadetów
- 2003: Najlepszy atakujący Mistrzostw Świata Kadetów[5]